# Ангильский креольский язык
Ангильский креольский язык — креольский язык на английской основе. Несмотря на то, что ангильский креольский язык классифицируется как диалект креольского языка надветренных Антильских островов (помимо Ангильи используется на островах Антигуа, Сент-Китс и Невис, Монтсеррат), он ближе к языку Британских Виргинских островов и языку острова Сен-Мартен (остров).